# Pericoptus punctatus
Pericoptus punctatus är en skalbaggsart som beskrevs av White 1846. Pericoptus punctatus ingår i släktet Pericoptus och familjen Dynastidae. Inga underarter finns listade i Catalogue of Life.